# Liste der Einträge im National Register of Historic Places im Crawford County (Illinois)

Lage des Crawford County in Illinois

Die Liste der Einträge im National Register of Historic Places im Crawford County in Illinois führt alle Bauwerke und historischen Stätten im Crawford County auf, die in das National Register of Historic Places aufgenommen wurden.

## Legende
| NRHP | Historic Place    |
| HD   | Historic District |

## Aktuelle Einträge
| [ 2 ] | Name                                      | Bild                                      | Eintragsdatum        | Lage | Ort       | Beschreibung |
| ----- | ----------------------------------------- | ----------------------------------------- | -------------------- | --- | --------- | ------------ |
| 1     | Fife Opera House                          | Fife Opera House                          | 1990 ID-Nr. 89002348 | 123-125 South Main Street 39° 0′ 7″ N, 87° 36′ 47″ W                                                         | Palestine |              |
| 2     | John B. Harper House                      | John B. Harper House                      | 2004 ID-Nr. 03001199 | 102 North Lincoln Street 39° 0′ 11,5″ N, 87° 36′ 40″ W                                                       | Palestine |              |
| 3     | Palestine Commercial Historic District    | Palestine Commercial Historic District    | 1995 ID-Nr. 95000985 | 101-223 sowie 106-322 South Main Street 39° 0′ 8″ N, 87° 36′ 47″ W                                           | Palestine |              |
| 4     | Riverton Site                             | Riverton Site                             | 1978 ID-Nr. 78001141 | Nordseite der 1150th Avenue westlich des Wabash River, nordöstlich von Palestine 39° 1′ 18″ N, 87° 34′ 32″ W | Palestine |              |
| 5     | Robinson High School Auditorium-Gymnasium | Robinson High School Auditorium-Gymnasium | 2005 ID-Nr. 05000434 | Block 200 der East Highland Avenue 39° 1′ 13″ N, 87° 44′ 19″ W                                               | Robinson  |              |
| 6     | Stoner Site                               | Stoner Site                               | 1978 ID-Nr. 78001143 | Östliche Seite der 1550th Street zwischen 1300th Avenue und 1235th Avenue 39° 2′ 18″ N, 87° 39′ 20″ W        | Robinson  |              |
| 7     | Swan Island Site                          | Swan Island Site                          | 1978 ID-Nr. 78001142 | Südgrenze des Countys am Wabash River 38° 51′ 12″ N, 87° 32′ 18″ W                                           | Palestine |              |